# Titanolebias
Genre
Titanolebias est un genre de poissons cyprinodontiformes (sous-ordre des Aplocheiloidei), de la famille des Rivulidae.
Ce sont des poissons d'eau douce trouvés en Argentine, en Uruguay, au Brésil, en Bolivie et au Paraguay, dans le bassin du río de la Plata (à l'exclusion des parties moyennes et supérieures des bassins du Paraná et de l'Uruguay), le bassin de la laguna Merín, les bassins atlantiques de l'est de l'Uruguay et les sources du bassin du río Mamoré.

## Histoire
Le genre Titanolebias est défini, ainsi que le genre voisin Megalebias (ca), par Wilson Costa en 1998. Le préfixe Titano- évoque la grande taille de certaines espèces, pour des Aplocheiloidei (T. elongatus : 15,5 cm ; T. monstrosus : 15 cm), et λεβιασ / lebias signifie « petit poisson » en grec ancien.
En 2006, Costa fait de Megalebias un sous-genre de Titanolebias, et en 2008 il définit plusieurs autres sous-genres.
En 2023, Alonso et al. effectuent une analyse phylogénétique de six gènes nucléaires, quatre gènes mitochondriaux et 191 caractères morphologiques chez 47 des 52 espèces alors reconnues, d'après laquelle ils élèvent les sous-genres de Costa au rang de genre et définissent quatre nouveaux genres dans la famille des Rivulidae. Au sein de cette famille ils définissent un groupe monophylétique rassemblant les genres Argolebias stat. nov., Amatolebias gen. nov., Matilebias gen. nov., Austrolebias s.s., Gymnolebias stat. nov., Acantholebias stat. nov., Megalebias, Titanolebias gen. nov., Acrolebias stat. nov., Cypholebias stat. nov. et Garcialebias gen. nov., qu'ils nomment Austrolebias.

## Espèces
Alonso et al. listent quatre espèces :
- T. elongatus (Steindachner, 1881) comb. nov. (anciennement Cynolebias elongatus), l'espèce type ;
- T. cheradophilus (Vaz-Ferreira, Sierra de Soriano & Scaglia de Paulete, 1965) comb. nov. ;
- T. prognathus (Amato, 1986) comb. nov. ;
- T. monstrosus (Huber, 1995) comb. nov.